# Karmelietenkerk (Warschau)
De Kerk van Maria-Hemelvaart en Sint-Jozef (Pools: Kościół Wniebowzięcia NMP i św. Józefa Oblubieńca), beter bekend onder de naam Karmelietenkerk (Kościół Karmelitów), is een 17e-eeuws rooms-katholiek kerkgebouw in de Poolse hoofdstad Warschau. De opmerkelijke neoclassicistische gevel met klokkentorentjes in de vorm van wierookvaten werd later in de jaren 1761-1783 toegevoegd. 

## Geschiedenis
De huidige Karmelietenkerk werd gebouwd op de plaats van een eerste, toen nog houten kerkgebouw dat in 1643 oorspronkelijk werd opgericht voor de orde van Ongeschoeide Karmelieten en in de jaren 1650 in brand werd gestoken door Zweedse en Brandenburgse troepen.
Het voornemen een tweede kerk te bouwen kreeg net als de Heilig Kruiskerk de zegen van de Poolse primaat Michał Stefan Radziejowski. De daadwerkelijke bouw vond plaats in de periode 1692-1701. Aan het ontwerp werkten architecten Józef Szymon Bellotti, Konstantin Tencalla en Tielman van Gameren mee. Tegen het einde van de 17e eeuw kwam de hoofdstructuur van het gebouw goeddeels gereed; echter met de huidige façade werd niet eerder begonnen dan in 1761 naar een ontwerp van de Hongaarse architect Efraim Szreger. De indrukwekkende gevel werd gebouwd in een voor koning Stanislaus August Poniatowski typerende stijl met forse zuilen die de kroonlijst ondersteunen.
De gerenommeerde 18e-eeuwse kunstenaar Szymon Czechowicz verfraaide de kerk met zijn schilderijen. Een andere toonaangevende Poolse schilder, Franciszek Smuglewicz, schiep de altaarschilderijen. Het interieur is weelderig vormgegeven en bezit een prachtig rococo hoofdaltaar en decoratief stucwerk.
In deze kerk gaf de componist Frédéric Chopin op uitnodiging van de kerk voor het eerst een recital op het kerkorgel.
Na het neerslaan van de Januariopstand door de Russen in 1864 werd het klooster op last van het tsaristisch regime opgeheven, omdat het een bolwerk van Pools patriottisme was. De kloostergebouwen werden vervolgens geschikt gemaakt voor het aartsbisschoppelijk seminarie; de voormalige Karmelietenkerk werd de kerk van het seminarie.
Gedurende de Tweede Wereldoorlog werd het kerkgebouw gespaard bij de geplande vernietiging van Warschau in 1944 door de terugtrekkende Duitse troepen. Het gebouw liep slechts lichte beschadigingen op. De kerk deed in de periode 1944-1956 tijdelijk dienst als kathedraal, totdat de herbouw van de Johanneskathedraal gereed kwam.